# Joschafats Grab

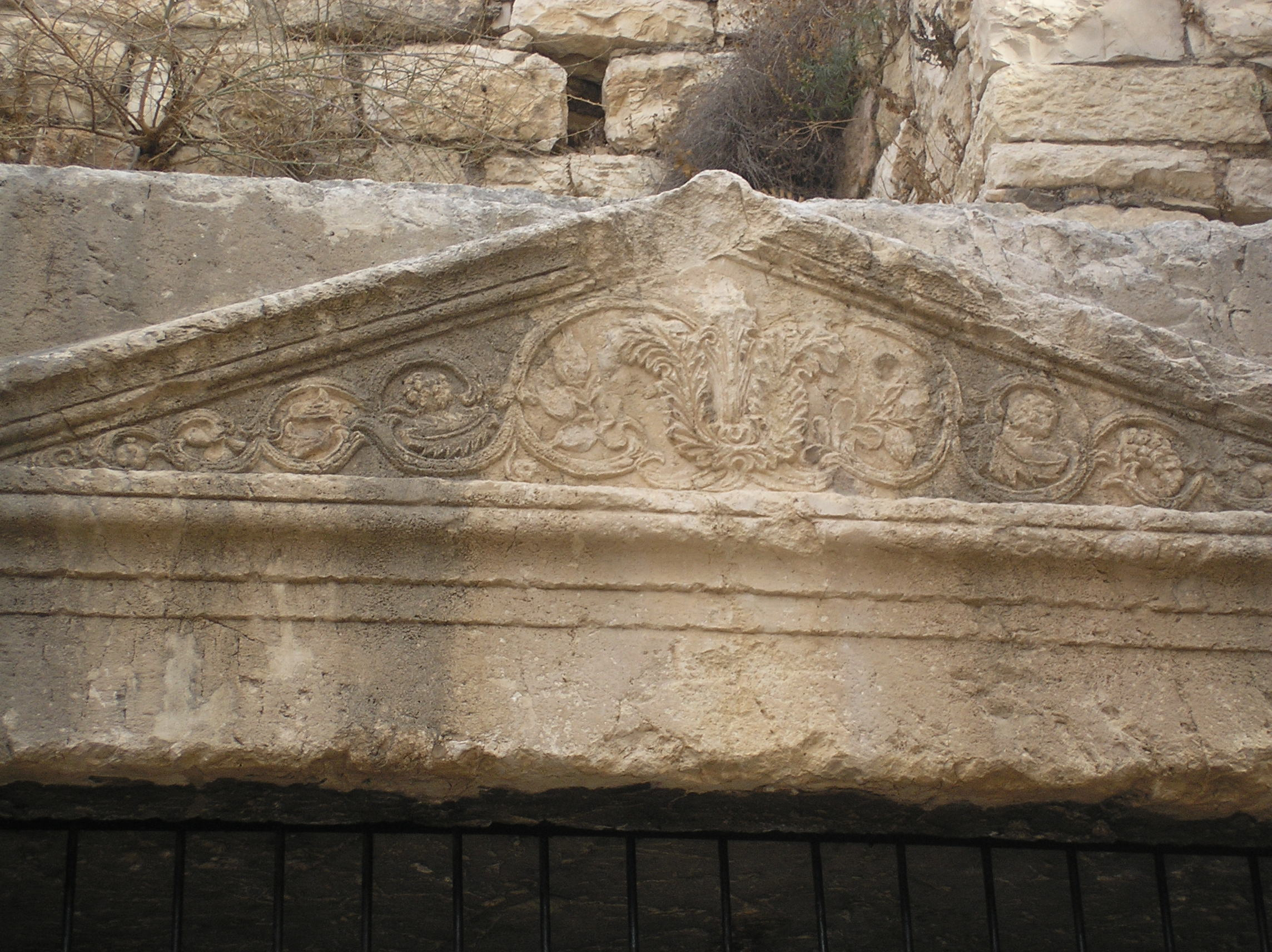
Giebelfeld über dem Eingang

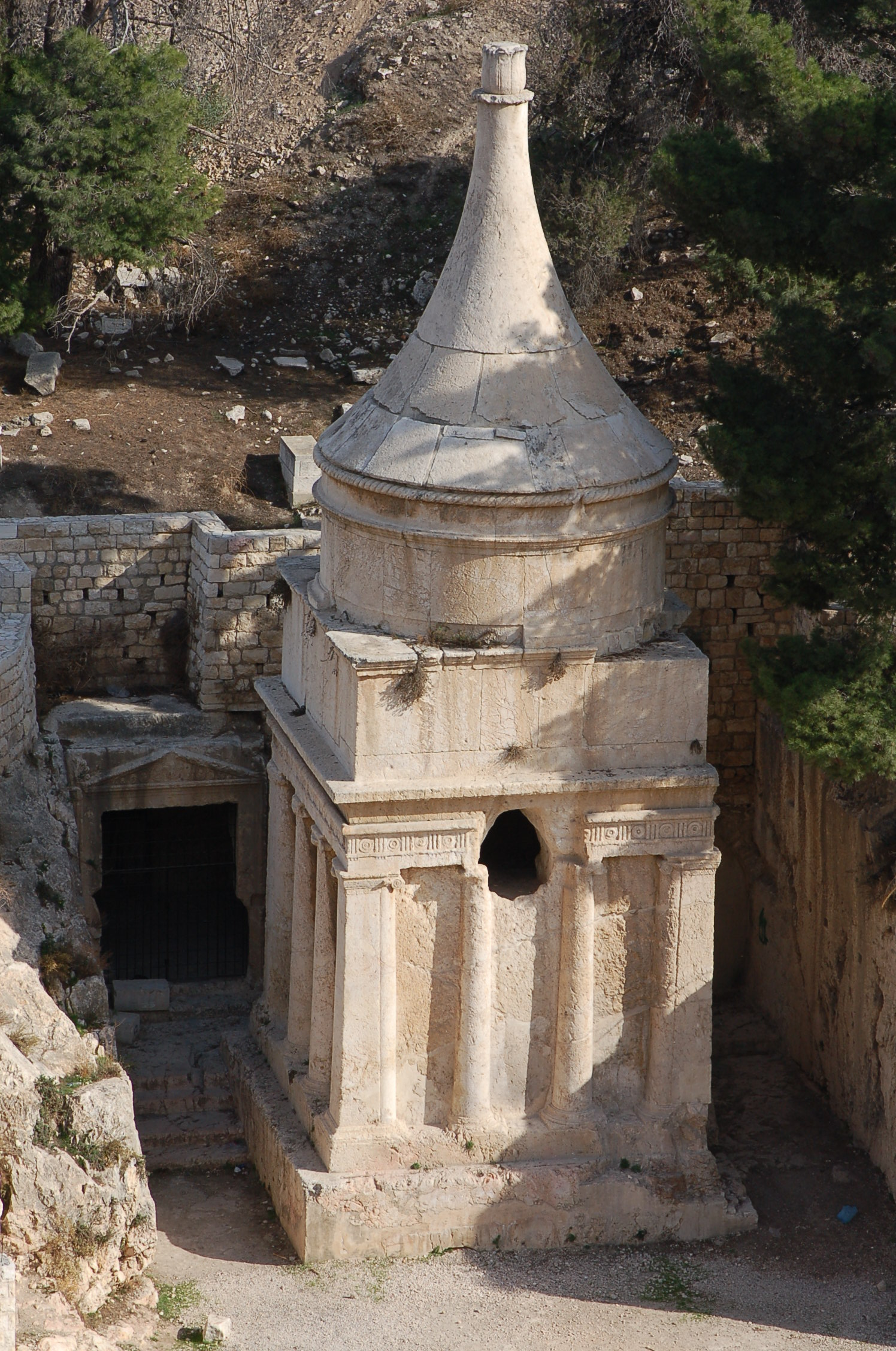
Das Grabmal des Abschalom im Kidrontal, im Hintergrund der Eingang zu Joschafats Grab

Joschafats Grab, auch Joschafats Höhlen oder Giebelgrab, ist eine antike Grabanlage im Kidrontal bei Jerusalem. Sie entstand im 1. Jahrhundert n. Chr., nachdem das benachbarte sogenannte Abschalomgrab aus dem Felsen herausgeschlagen worden war. Neben diesem auffälligen Monument fand Joschafats Grab wenig Beachtung und wird in alten Pilgerberichten nicht erwähnt.

## Name
Namengeber ist König Joschafat von Juda. Zwar befand sich nach 1 Kön 22,51  sein Grab als eines der Gräber der Könige von Juda in der Davidsstadt; dies spielte aber seit byzantinischer Zeit keine Rolle mehr. Seit Ende des 15. Jahrhunderts wird die Anlage mit König Joschafat in Verbindung gebracht. Vor der Kreuzfahrerzeit wurden auch Josef (der Vater von Jesus), Simeon oder König Manasse genannt.

## Beschreibung
Nördlich von Abschaloms Grab führen Stufen zum Eingangsportal mit flachem Dreiecksgiebel und geschwungenen Eckverzierungen. Das Tympanon ist mit Akanthusblättern, Weinranken und Früchten in symmetrischer Anordnung dekoriert. Dahinter befindet sich der zentrale, etwa 4 Meter hohe Hauptraum mit einer Hinterkammer. 
In christlicher Zeit wurde der Hauptraum als Kapelle genutzt. Titus Tobler sah um 1850 noch Reste von Freskomalereien.
Der links (nördlich) davon abzweigende Raum sowie weitere von diesem abzweigende Räume waren antike Grabkammern, deren Bogenbank- und Schiebegräber jedoch vollständig entfernt wurden, als sich eine Mönchsgruppe das Joschafatgrab zu Wohnzwecken einrichtete. Vom Hauptraum zweigt rechts (südlich) ein Raum ab, der einen weiteren Raum erschließt. Eine Nutzung als Grab ist hier nicht erkennbar, angenommen wird, dass diese Räume der Vorbereitung des Leichnams zur Bestattung dienten.
Im 18. und 19. Jahrhundert wurde Joschafats Grab von sefardischen Juden sowohl für Bestattungen als auch als Geniza genutzt. Nahum Slouschz legte 1924 das Abschalomgrab frei und räumte auch (gegen den religiös begründeten Protest der jüdischen Gemeinden) das im Schutt versunkene Joschafatgrab aus.